# UEFA Club Football Awards
Die UEFA Club Football Awards sind Preise, die zwischen 1998 und 2010 sowie seit 2017 von der UEFA an die herausragenden Spieler einer Europapokal-Saison vergeben wurden. Die Preise wurden bis einschließlich 2004 im Rahmen des UEFA Super Cups und ab 2005 bei der Auslosung der Gruppenphase der Champions League in Monaco an die besten Spieler jeder Kategorie vergeben.

## Kategorien

### Männer

#### UEFA-Fußballer des Jahres
| Saison  | Name              | Verein            | Gewann auch              |
| ------- | ----------------- | ----------------- | ------------------------ |
| 1997/98 | Ronaldo           | Inter Mailand     | Bester Stürmer           |
| 1998/99 | David Beckham     | Manchester United | Bester Mittelfeldspieler |
| 1999/00 | Fernando Redondo  | Real Madrid       |                          |
| 2000/01 | Stefan Effenberg  | FC Bayern München |                          |
| 2001/02 | Zinédine Zidane   | Real Madrid       |                          |
| 2002/03 | Gianluigi Buffon  | Juventus Turin    | Bester Torwart           |
| 2003/04 | Deco              | FC Porto          | Bester Mittelfeldspieler |
| 2004/05 | Steven Gerrard    | FC Liverpool      |                          |
| 2005/06 | Ronaldinho        | FC Barcelona      |                          |
| 2006/07 | Kaká              | AC Mailand        | Bester Stürmer           |
| 2007/08 | Cristiano Ronaldo | Manchester United | Bester Stürmer           |
| 2008/09 | Lionel Messi      | FC Barcelona      | Bester Stürmer           |
| 2009/10 | Diego Milito      | Inter Mailand     | Bester Stürmer           |

Ab 2011 ersetzt durch den UEFA-Spieler des Jahres (bis 2023).

#### UEFA-Champions-League-Spieler der Saison
| Saison  | Name            | Verein              |
| ------- | --------------- | ------------------- |
| 2021/22 | Karim Benzema   | Real Madrid         |
| 2022/23 | Rodri           | Manchester City     |
| 2023/24 | Vinícius Júnior | Real Madrid         |
| 2024/25 | Ousmane Dembélé | Paris Saint-Germain |

#### UEFA-Champions-League-Junger-Spieler der Saison
| Saison  | Name                   | Verein              |
| ------- | ---------------------- | ------------------- |
| 2021/22 | Vinícius Júnior        | Real Madrid         |
| 2022/23 | Chwitscha Kwarazchelia | SSC Neapel          |
| 2023/24 | Jude Bellingham        | Real Madrid         |
| 2024/25 | Désiré Doué            | Paris Saint-Germain |

#### Bester Torhüter
| Saison          | Name              | Verein            |
| --------------- | ----------------- | ----------------- |
| 1997/98         | Peter Schmeichel  | Manchester United |
| 1998/99         | Oliver Kahn       | FC Bayern München |
| 1999/00         | Oliver Kahn       | FC Bayern München |
| 2000/01         | Oliver Kahn       | FC Bayern München |
| 2001/02         | Oliver Kahn       | FC Bayern München |
| 2002/03         | Gianluigi Buffon  | Juventus Turin    |
| 2003/04         | Vítor Baía        | FC Porto          |
| 2004/05         | Petr Čech         | FC Chelsea        |
| 2005/06         | Jens Lehmann      | FC Arsenal        |
| 2006/07         | Petr Čech         | FC Chelsea        |
| 2007/08         | Petr Čech         | FC Chelsea        |
| 2008/09         | Edwin van der Sar | Manchester United |
| 2009/10         | Júlio César       | Inter Mailand     |
| 2010/11–2015/16 | nicht vergeben    | nicht vergeben    |
| 2016/17         | Gianluigi Buffon  | Juventus Turin    |
| 2017/18         | Keylor Navas      | Real Madrid       |
| 2018/19         | Alisson           | FC Liverpool      |
| 2019/20         | Manuel Neuer      | FC Bayern München |
| 2020/21         | Édouard Mendy     | FC Chelsea        |

#### Bester Verteidiger
| Saison          | Name             | Verein            |
| --------------- | ---------------- | ----------------- |
| 1997/98         | Fernando Hierro  | Real Madrid       |
| 1998/99         | Jaap Stam        | Manchester United |
| 1999/00         | Jaap Stam        | Manchester United |
| 2000/01         | Roberto Ayala    | FC Valencia       |
| 2001/02         | Roberto Carlos   | Real Madrid       |
| 2002/03         | Roberto Carlos   | Real Madrid       |
| 2003/04         | Ricardo Carvalho | FC Porto          |
| 2004/05         | John Terry       | FC Chelsea        |
| 2005/06         | Carles Puyol     | FC Barcelona      |
| 2006/07         | Paolo Maldini    | AC Mailand        |
| 2007/08         | John Terry       | FC Chelsea        |
| 2008/09         | John Terry       | FC Chelsea        |
| 2009/10         | Maicon           | Inter Mailand     |
| 2010/11–2015/16 | nicht vergeben   | nicht vergeben    |
| 2016/17         | Sergio Ramos     | Real Madrid       |
| 2017/18         | Sergio Ramos     | Real Madrid       |
| 2018/19         | Virgil van Dijk  | FC Liverpool      |
| 2019/20         | Joshua Kimmich   | Bayern München    |
| 2020/21         | Rúben Dias       | Manchester City   |

#### Bester Mittelfeldspieler
| Saison          | Name             | Verein              |
| --------------- | ---------------- | ------------------- |
| 1997/98         | Zinédine Zidane  | Juventus Turin      |
| 1998/99         | David Beckham    | Manchester United   |
| 1999/00         | Gaizka Mendieta  | FC Valencia         |
| 2000/01         | Gaizka Mendieta  | FC Valencia         |
| 2001/02         | Michael Ballack  | Bayer 04 Leverkusen |
| 2002/03         | Pavel Nedvěd     | Juventus Turin      |
| 2003/04         | Deco             | FC Porto            |
| 2004/05         | Kaká             | AC Mailand          |
| 2005/06         | Deco             | FC Barcelona        |
| 2006/07         | Clarence Seedorf | AC Mailand          |
| 2007/08         | Frank Lampard    | FC Chelsea          |
| 2008/09         | Xavi             | FC Barcelona        |
| 2009/10         | Wesley Sneijder  | Inter Mailand       |
| 2010/11–2015/16 | nicht vergeben   | nicht vergeben      |
| 2016/17         | Luka Modrić      | Real Madrid         |
| 2017/18         | Luka Modrić      | Real Madrid         |
| 2018/19         | Frenkie de Jong  | Ajax Amsterdam      |
| 2019/20         | Kevin De Bruyne  | Manchester City     |
| 2020/21         | N’Golo Kanté     | FC Chelsea          |

#### Bester Stürmer
| Saison          | Name                 | Verein            |
| --------------- | -------------------- | ----------------- |
| 1997/98         | Ronaldo              | Inter Mailand     |
| 1998/99         | Andrij Schewtschenko | Dynamo Kiew       |
| 1999/00         | Raúl                 | Real Madrid       |
| 2000/01         | Raúl                 | Real Madrid       |
| 2001/02         | Raúl                 | Real Madrid       |
| 2002/03         | Ruud van Nistelrooy  | Manchester United |
| 2003/04         | Fernando Morientes   | AS Monaco         |
| 2004/05         | Ronaldinho           | FC Barcelona      |
| 2005/06         | Samuel Eto’o         | FC Barcelona      |
| 2006/07         | Kaká                 | AC Mailand        |
| 2007/08         | Cristiano Ronaldo    | Manchester United |
| 2008/09         | Lionel Messi         | FC Barcelona      |
| 2009/10         | Diego Milito         | Inter Mailand     |
| 2010/11–2015/16 | nicht vergeben       | nicht vergeben    |
| 2016/17         | Cristiano Ronaldo    | Real Madrid       |
| 2017/18         | Cristiano Ronaldo    | Real Madrid       |
| 2018/19         | Lionel Messi         | FC Barcelona      |
| 2019/20         | Robert Lewandowski   | FC Bayern München |
| 2020/21         | Erling Haaland       | Borussia Dortmund |

#### Bester Trainer
| Saison          | Name                           | Verein(e)                      |
| --------------- | ------------------------------ | ------------------------------ |
| 1997/98         | Marcello Lippi                 | Juventus Turin                 |
| 1998/99         | Alex Ferguson                  | Manchester United              |
| 1999/00         | Vicente del Bosque             | Real Madrid                    |
| 2000/01         | Ottmar Hitzfeld                | FC Bayern München              |
| 2001/02         | Vicente del Bosque             | Real Madrid                    |
| 2002/03         | Carlo Ancelotti José Mourinho  | AC Mailand FC Porto            |
| 2003/04         | José Mourinho Rafael Benítez   | FC Porto FC Valencia           |
| 2004/05         | Rafael Benítez Waleri Gassajew | FC Liverpool PFK ZSKA Moskau   |
| 2005/06         | Frank Rijkaard Juande Ramos    | FC Barcelona FC Sevilla        |
| 2006/07–2018/19 | nicht vergeben                 | nicht vergeben                 |
| 2019/20         | Hansi Flick                    | FC Bayern München              |
| 2020/21         | Thomas Tuchel                  | Paris Saint-Germain FC Chelsea |
| 2021/22         | Carlo Ancelotti                | Real Madrid                    |
| 2022/23         | Pep Guardiola                  | Manchester City                |

### Frauen

#### UEFA-Women’s-Champions-League-Spielerin der Saison
| Saison  | Name            | Verein       |
| ------- | --------------- | ------------ |
| 2021/22 | Alexia Putellas | FC Barcelona |
| 2022/23 | Aitana Bonmatí  | FC Barcelona |
| 2023/24 | Aitana Bonmatí  | FC Barcelona |
| 2024/25 | Aitana Bonmatí  | FC Barcelona |

#### UEFA-Women’s-Champions-League-Junge-Spielerin der Saison
| Saison  | Name             | Verein         |
| ------- | ---------------- | -------------- |
| 2021/22 | Selma Bacha      | Olympique Lyon |
| 2022/23 | Lena Oberdorf    | VfL Wolfsburg  |
| 2023/24 | Melchie Dumornay | Olympique Lyon |
| 2024/25 | Melchie Dumornay | Olympique Lyon |

#### Beste Torhüterin
| Saison  | Name           | Verein         |
| ------- | -------------- | -------------- |
| 2019/20 | Sarah Bouhaddi | Olympique Lyon |
| 2020/21 | Sandra Paños   | FC Barcelona   |

#### Beste Verteidigerin
| Saison  | Name          | Verein              |
| ------- | ------------- | ------------------- |
| 2019/20 | Wendie Renard | Olympique Lyon      |
| 2020/21 | Irene Paredes | Paris Saint-Germain |

#### Beste Mittelfeldspielerin
| Saison  | Name               | Verein         |
| ------- | ------------------ | -------------- |
| 2019/20 | Dzsenifer Marozsán | Olympique Lyon |
| 2020/21 | Alexia Putellas    | FC Barcelona   |

#### Beste Stürmerin
| Saison  | Name             | Verein        |
| ------- | ---------------- | ------------- |
| 2019/20 | Pernille Harder  | VfL Wolfsburg |
| 2020/21 | Jennifer Hermoso | FC Barcelona  |

#### Beste/-r Trainer/-in
| Saison  | Name             | Verein / Nation |
| ------- | ---------------- | --------------- |
| 2019/20 | Jean-Luc Vasseur | Olympique Lyon  |
| 2020/21 | Lluís Cortés     | FC Barcelona    |
| 2021/22 | Sarina Wiegman   | England         |
| 2022/23 | Sarina Wiegman   | England         |

## Statistik

### Männer

#### Auszeichnungen pro Verein
Der Verein Real Madrid holte mit 17 Auszeichnungen die meisten Trophäen bei den UEFA Club Football Awards. Die Liga mit den meisten Auszeichnungen ist die spanische Primera División.
In den Jahren 2010 und 2018 wurden alle Auszeichnungen an Spieler eines Vereins (Inter Mailand bzw. Real Madrid) vergeben.
| Anzahl | Verein              |
| ------ | ------------------- |
| 22     | Real Madrid         |
| 10     | FC Barcelona        |
| 10     | FC Chelsea          |
| 10     | Manchester United   |
| 09     | FC Bayern München   |
| 07     | Inter Mailand       |
| 06     | AC Mailand          |
| 06     | FC Porto            |
| 06     | Juventus Turin      |
| 04     | FC Liverpool        |
| 04     | FC Valencia         |
| 04     | Manchester City     |
| 03     | Paris Saint-Germain |
| 01     | Ajax Amsterdam      |
| 01     | AS Monaco           |
| 01     | Bayer 04 Leverkusen |
| 01     | Borussia Dortmund   |
| 01     | Dynamo Kiew         |
| 01     | FC Arsenal          |
| 01     | FC Sevilla          |
| 01     | PFK ZSKA Moskau     |
| 01     | SSC Neapel          |

| Anzahl | Liga               |
| ------ | ------------------ |
| 37     | Primera División   |
| 29     | Premier League     |
| 20     | Serie A            |
| 11     | Fußball-Bundesliga |
| 06     | Primeira Liga      |
| 04     | Ligue 1            |
| 01     | Eredivisie         |
| 01     | Premjer-Liga       |
| 01     | Premjer-Liha       |

#### Spieler
Die Auszeichnung UEFA Fußballer des Jahres konnte von keinem Spieler zwei Mal gewonnen werden. Dennoch gelang es einigen Fußballspieler, bei den UEFA Club Football Awards mehrfach ausgezeichnet zu werden. Der ehemalige Torhüter Oliver Kahn und der Stürmer Cristiano Ronaldo sind dabei mit vier Auszeichnungen führend.
| Anzahl | Name              |
| ------ | ----------------- |
| 4      | Oliver Kahn       |
| 4      | Cristiano Ronaldo |
| 3      | Gianluigi Buffon  |
| 3      | Petr Čech         |
| 3      | Deco              |
| 3      | Kaká              |
| 3      | Lionel Messi      |
| 3      | Raúl              |
| 3      | John Terry        |

#### Trainer
Insgesamt vier Trainer wurden zwei Mal zum Trainer des Jahres gewählt.
| Anzahl | Name               |
| ------ | ------------------ |
| 2      | Carlo Ancelotti    |
| 2      | Rafael Benítez     |
| 2      | Vicente del Bosque |
| 2      | José Mourinho      |

### Frauen

#### Auszeichnungen pro Verein / Nation
Der Verein FC Barcelona holte mit 7 Auszeichnungen die meisten Trophäen bei den UEFA Club Football Awards. Die Liga mit den meisten Auszeichnungen sind die spanische Primera División und die französische Division 1 Féminine.
| Anzahl | Verein / Nation     |
| ------ | ------------------- |
| 8      | FC Barcelona        |
| 7      | Olympique Lyon      |
| 2      | England             |
| 2      | VfL Wolfsburg       |
| 1      | Paris Saint-Germain |

| Anzahl | Liga / Konföderation |
| ------ | -------------------- |
| 8      | Division 1 Féminine  |
| 8      | Primera División     |
| 2      | Frauen-Bundesliga    |
| 2      | UEFA                 |

#### Spielerinnen
Die beiden Spanierin Aitana Bonmatí ist mit 3 Auszeichnungen bei den UEFA Club Football Awards die am häufigsten ausgezeichnete Spielerin.
| Anzahl | Name             |
| ------ | ---------------- |
| 3      | Aitana Bonmatí   |
| 2      | Melchie Dumornay |
| 2      | Alexia Putellas  |

#### Trainerin
Sarina Wiegman wurde als einzige Trainerin mehrmals ausgezeichnet.
| Anzahl | Name           |
| ------ | -------------- |
| 2      | Sarina Wiegman |